# Єгипетська арабська мова
Єгипетська арабська мова, або Масрі (مَصرى), — мова, якою розмовляє більшість сучасного населення Єгипту. Її існування, походження та історія продовжують бути предметом диспутів щодо класифікації її як окремої мови чи просто як діалекту класичної арабської. Офіційно вважається, що це діалект арабської мови семітської групи афро-азійської мовної сім'ї.
Мова утворилася в дельті Нілу, в Нижньому Єгипті навколо столиці країни, міста Каїр, походячи з мови мусульманських арабських завойовників, які підкорили країну у VII столітті. Надалі розвивалася, в основному під впливом коптської мови — місцевої корінної мови доісламського Єгипту., пізніше під впливом інших мов — турецької, італійської, французької та англійської.
Близько 76 мільйонів єгиптян розмовляють групами діалектів арабської, серед яких саме каїрський найпоширеніший. Єгипетський діалект зрозумілий усьому арабомовному світу завдяки єгипетському кіно, роблячи його найпоширенішим та найбільш досліджуваним.
Єгипетська арабська мова помітно відрізняється від класичної за вимовою, а також багатьма словами, особливо сучасними, бо має багато запозичень з інших мов, а багато слів з арабськими коренями створено за іншими моделями. Ця мова є засобом спілкування усіх верств населення, однак при цьому не вживається в офіційних новинах, повідомленнях ЗМІ, наукових публікаціях, письмових наказах, офіційних виданнях єгипетських органів влади тощо, де замість єгипетської використовується класична арабська мова.